# نيكولا ساليرنو
نيكولا ساليرنو (بالإيطالية: Nicola Salerno)‏ هو لاعب كرة قدم إيطالي، ولد في 3 أغسطس 1956 في متيرة في إيطاليا. لعب مع إنتر ميلان.